# 市川町立市川中学校
市川町立市川中学校（いちかわちょうりつ いちかわちゅうがっこう）は、兵庫県神崎郡市川町にある公立中学校。 

## 沿革
市川町立市川中学校は、1947年の学制改革により設置された神崎郡甘地村立甘地中学校および神崎郡川辺村立川辺中学校が前身である。両校は1950年に組合立神崎中学校として統合されたが、校舎は1961年まで甘地校と川辺校に分かれていた。1955年の市川町の設置によって市川町立となり、1957年に現在の校名となった。2014年に市川町立瀬加中学校を統合し、瀬加小学校区も当校の校区に編入した。

### 年表
- 1947年（昭和22年）
  - 4月1日 - 学制改革により、兵庫県神崎郡甘地村立甘地中学校および兵庫県神崎郡川辺村立川辺中学校が設立される。
  - 5月20日 - 川辺中学校の開校式が行われる。
  - 5月21日 - 甘地中学校の開校式が行われる。
- 1950年（昭和25年）
  - 3月1日 - 川辺中学校の校舎が落成する。
  - 4月1日 - 川辺中学校と甘地中学校が合併し、川辺村甘地村組合立神崎中学校が設置される。
- 1951年（昭和26年）12月1日 - 神崎中学校甘地校の校舎が落成する。
- 1955年（昭和30年）7月25日 -  神崎郡甘地村が同郡3村と合併、町制施行したのに伴い、市川町立神崎中学校と改称。
- 1957年（昭和32年）7月2日 -  市川町立市川中学校と改称。
- 1958年（昭和33年）4月1日 -  市川町立屋形小学校区（1964年 市川町立鶴居小学校に合併）の進学先中学校区を市川町立鶴居中学校区に変更
- 1960年（昭和35年）10月1日 -  10月1日を創立記念日とする。
- 1961年（昭和36年）4月1日 -  川辺校と甘地校が統合する。
- 1977年（昭和52年）4月1日 -  新校舎の竣工式が行われる。
- 1981年（昭和56年）4月1日 -  基礎学力推進研究指定校となる。
- 1982年（昭和57年）10月 -  基礎学力推進研究の発表会が開催される
- 2014年（平成26年）4月1日 -  市川町立瀬加中学校を統合。
- 2022年（令和4年）4月1日 -  市川町立鶴居中学校を統合。

## 通学区域
以下の小学校区。
- 市川町立甘地小学校
- 市川町立川辺小学校
- 市川町立瀬加小学校
- 市川町立鶴居小学校

## 部活動

### 運動部
- 野球部
- 男子バスケットボール部
- ソフトテニス部
- 女子バレーボール部
- 卓球部

### 文化部
- 音楽総合部
- 茶華道部

## 周辺
- 市川町立甘地小学校
- 市川郵便局
- 市川町役場
- 市川

## 交通アクセス
- JR播但線 甘地駅から東へ100m
- 市川町コミュニティバス 甘地駅前にて下車
- 兵庫県道215号甘地停車場線・兵庫県道404号長谷市川線沿い

## 通学区域が隣接している学校
- 神河町立神河中学校
- 多可町立八千代中学校
- 加西市立泉中学校
- 加西市立北条中学校
- 福崎町立福崎東中学校
- 福崎町立福崎西中学校
- 姫路市立鹿谷中学校